# Comunità Montana Alta Valle Arroscia
Die Comunità Montana Alta Valle Arroscia ist eine Comunità montana in der norditalienischen Region Ligurien. Politisch gehört sie zu der Provinz Imperia und besteht aus den 12 Gemeinden Aquila d’Arroscia, Armo, Borghetto d’Arroscia, Cosio di Arroscia, Mendatica, Montegrosso Pian Latte, Pieve di Teco, Pornassio, Ranzo, Rezzo, Vessalico und Vessalico.

## Geographie
Das Territorium der Comunità montana setzt sich aus den Gebieten der elf Gemeinden des Valle Arroscia in der Provinz Imperia zusammen. Es wird mit dem Umweltstandard ISO 14001 zertifiziert. 2008 wurde ein mit Holzhackschnitzeln betriebenes Biomasseheizkraftwerk eingeweiht. Damit wird, mit öffentlichen Geldern finanziert, elektrische und thermische Energie, die in ein Fernwärmenetz gespeist wird, unter Berücksichtigung der Ökokompatibilität produziert.

## Verwaltung
Verwaltungssitz der Comunità Montana Alta Valle Arroscia ist Pieve di Teco. Die Verwaltungsgemeinschaft entstand in den siebziger Jahren auf Veranlassung eines Consiglio di Valle (zu deutsch: Talrat). Erster Vorsitzender der Comunità montana war Roberto Lucifredi.